# Денієлс-Гарбор
Денієлс-Гарбор (англ. Daniel's Harbour) — містечко в Канаді, у провінції Ньюфаундленд і Лабрадор.

## Населення
За даними перепису 2016 року, містечко нараховувало 253 особи, показавши скорочення на 4,5%, порівняно з 2011-м роком. Середня густина населення становила 30,9 осіб/км².
З офіційних мов обидвома одночасно володіли 5 жителів, тільки англійською — 250. Усього 5 осіб вважали рідною мовою не одну з офіційних, з них усі — одну з корінних мов.
Працездатне населення становило 60% усього населення, рівень безробіття — 33,3% (28,6% серед чоловіків та 30,8% серед жінок). 96,3% осіб були найманими працівниками.

## Клімат
Середня річна температура становить 3°C, середня максимальна – 18,2°C, а середня мінімальна – -12,8°C. Середня річна кількість опадів – 1 137 мм.
| Клімат поселення                              | Клімат поселення | Клімат поселення | Клімат поселення | Клімат поселення | Клімат поселення | Клімат поселення | Клімат поселення | Клімат поселення | Клімат поселення | Клімат поселення | Клімат поселення | Клімат поселення | Клімат поселення |
| Показник                                      | Січ.             | Лют.             | Бер.             | Квіт.            | Трав.            | Черв.            | Лип.             | Серп.            | Вер.             | Жовт.            | Лист.            | Груд.            |                  |
| Середній максимум, °C                         | −4,2             | −4,9             | −0,93            | 4,66             | 9,14             | 13,63            | 17,79            | 18,21            | 14,04            | 8,64             | 3,86             | −1,69            |                  |
| Середня температура, °C                       | −8,16            | −8,83            | −4,87            | 0,71             | 5,23             | 9,70             | 14,74            | 15,20            | 11,00            | 5,60             | 0,80             | −4,7             |                  |
| Середній мінімум, °C                          | −12,1            | −12,77           | −8,81            | −3,2             | 1,27             | 5,76             | 11,71            | 12,16            | 7,97             | 2,57             | −2,21            | −7,77            |                  |
| Норма опадів, мм                              | 112              | 86               | 85               | 61               | 80               | 95               | 100              | 110              | 102              | 107              | 104              | 95               |                  |
| Середньомісячна швидкість вітру, м/с          | 5.79             | 5.37             | 5.30             | 5.00             | 4.60             | 4.40             | 4.20             | 4.31             | 4.81             | 5.13             | 5.54             | 5.86             |                  |
| Середньомісячна сонячна радіація, кДж/м²·день | 3315             | 6424             | 10850            | 14735            | 17792            | 19134            | 18406            | 15586            | 11279            | 6683             | 3592             | 2470             |                  |
| --------------------------------------------- | ---------------- | ---------------- | ---------------- | ---------------- | ---------------- | ---------------- | ---------------- | ---------------- | ---------------- | ---------------- | ---------------- | ---------------- | ---------------- |
| Джерело:                                      |                  |                  |                  |                  |                  |                  |                  |                  |                  |                  |                  |                  |                  |